# UC-II型潜艇
UC-II型潜艇（德語：U-Boot-Typ UC II）是UC级近岸布雷潜艇（U艇）的一个亚型，由德国在第一次世界大战期间建造。它们是由先前的UB-I型扩大而来，是更高效的艇具。该亚型由两家德国造船厂合共建成64艘，并全数投入德意志帝国海军服役。这些潜艇的各项技术参数取决于不同的造船厂而有略微区别，但所有同型艇均配备三具鱼雷发射管、六具水雷投放井以及一门88毫米甲板炮。
如果仅从被摧毁的敌方舰船数量来判断，UC-II型是历史上最成功的潜艇设计：根据当代估计，它们共击沉了逾1800艘敌方舰船。

## 设计
1915年秋天，由于中立国美国的干预，U艇战几乎陷入停顿，导致德国广泛开展《国际法》所允许的水雷战，从而使布雷潜艇的需求量相应增加。潜艇监察局的开发部门留意到了这一点，遂以UB-II型为基础，按照兼顾布雷效率和生产速度的要求，以41号工程的名义设计了UC-II型潜艇。为了弥补前型UC-I型的缺陷，UC-II型艇不仅更大，而且采用双轴推进系统。然而，与前型最主要的区别在于，UC-II型艇重新运用了双壳体结构。但它并非纯粹的双体潜艇，而是一种中间过渡型；因为外层没有封闭耐压壳体，而是作为鞍形水柜附在上方。
UC-II型艇的水面和水下排水量分别在400吨和480吨以上，吃水深度为3.65米。取决于不同的制造商，艇只搭载有两台功率介乎于500至600匹公制馬力（370至440千瓦特）的猛狮或科尔庭六缸四冲程柴油机用于水面运行，以及两台460至620匹公制馬力（340至460千瓦特）的西门子-舒克特电动发电机用于水下航行；水面最高航速11.6至12節（21.5至22.2每小時），水下6.7至7.4節（12.4至13.7每小時）；能够在水面以7節（13每小時）航速续航7,280至10,040海里（13,480至18,590），或以4節（7.4每小時）连续在水下航行52至60海里（96至111）而无需充电。
在武器配置方面，UC-II型艇改将六具布雷竖井安装在艇体前部，每具储存井内的水雷数量增至3枚，即合共18枚。随着储存井长度增加，艇体艏楼的上层建筑被抬高，上层建筑与司令塔之间的凹陷处布置了一门88毫米30倍径速射炮作为甲板炮。但由于位置相对较低，火炮甲板在恶劣海况下很容易被涌浪淹没。此外，UC-II型艇还装备有三具500毫米鱼雷发射管，其中两具外置在艇艏（配备2枚鱼雷）、一具内置在艇艉（7枚鱼雷）。

## 建造
UC-II型艇的首批18艘建造订单于1915年8月29日被授予汉堡的布洛姆与福斯船厂（UC-16至UC-24号）及伏尔铿船厂（UC-25至UC-33号）。同年秋天，在国家海军办公室主管、海军元帥阿尔弗雷德·冯·提尔皮茨的倡议下，订单数量先是增加至21艘，并于1916年1月11日再次加订，具体如下：
- 汉堡布洛姆与福斯船厂：UC34至UC-39号（1916年夏)
  - 增大订单后：UC-65至UC-73号（1916年秋）
- 汉堡伏尔铿船厂：UC-40至UC-45号（1916年夏）
  - 增大订单后：UC-74至UC-79号
- 不来梅威悉船厂：UC-46至UC-48号、UC-61至UC-64号
- 基尔日耳曼尼亚船厂：UC-49至UC-54号
- 但泽帝国船厂：UC-55至UC-60号

由于UC-II型艇的水雷布设装置结构复杂，因此彻底放弃了铁路运输要求，前往地中海的航程需依靠潜艇自身动力完成。UC-II型艇的建造周期约为8个月，后来缩短至6个月。战争期间，德意志帝国海军共装备了33艘UC-II型布雷潜艇。

## 脚注
1. ↑  Helgason, Guðmundur. . Uboat.net.   [2022-07-29]. （原始内容存档于2019-09-15）.
2. 1 2 3  陈进，第48頁.
3. ↑  Gröner 1991，第31-32頁.
4. ↑  Helgason, Guðmundur. . German and Austrian U-boats of World War I - Kaiserliche Marine - Uboat.net.   [2022-07-29].